# Ристолайнен, Расмус
Расмус Ристолайнен (фин. Rasmus Ristolainen; род. 27 октября 1994, Турку, Финляндия) — финский хоккеист, защитник. В настоящее время выступает за клуб «Филадельфия Флайерз» из НХЛ.

## Карьера

### Начало карьеры
Расмус Ристолайнен начал свою карьеру в финском хоккейном клубе «ТПС» в СМ-Лиге. В группе «C» хоккейного клуба начал играть с 2008 года. Первый его официальный матч состоялся 15 февраля 2011 года в матче против клуба «HIFK» в возрасте 16 лет, хоккеист провёл на льду почти 7 минут игрового времени.
В 2012 году Расмус Ристолайнен был выбран хоккейным клубом «Амур» (Хабаровск) на Драфте юниоров КХЛ в первом раунде выбора под номером 13.

### Карьера в НХЛ
30 июня 2013 года Ристолайнен был выбран американским хоккейным клубом «Баффало Сейбрз» на драфте НХЛ в первом раунде выбора восьмым по счёту и получил номер 55.
Осенью 2013 года хоккеист перебрался в НХЛ и 2 октября дебютировал в составе «Баффало Сейбрз» в матче против «Детройт Ред Уингз», проведя на льду более 16 минут игрового времени. Расмус забил своей первый гол в НХЛ 25 октября в матче против клуба «Флорида Пантерз».
23 июля 2021 года был обменян из «Сейбрз» в «Филадельфию Флайерз» на шведского защитника Роберта Хегга и драфт-пики. 10 марта 2022 года продлил контракт с «Флайерз» на пять лет. За первые два сезона в «Филадельфии» сыграл 140 матчей и набрал 36 очков (5+31).

### Карьера в сборной Финляндии
Расмус Ристолайнен играл за молодёжную сборную Финляндии (в возрасте игроков до 20 лет) в 2012, 2013 и 2014 годах.
Хоккеист также играл в сборной на Мемориале Глинки в 2011 году и на Всемирной Универсиаде хоккейного вызова в 2010 и 2011 годах.
5 января 2014 года Расмус Ристолайнен забил решающую шайбу в финальном матче чемпионата мира 2014 среди молодёжных команд в ворота сборной Швеции. Наряду с Никитой Задоровым, финский хоккеист был признан самым ценным защитником на турнире.
В 2016 году сыграл три матча за сборную Финляндии на Кубке мира.